# 尚皮永
尚皮永（法語：Champillon，法語發音：[ʃɑ̃pijɔ̃]）是法国马恩省的一个市镇，位于该省中西部，属于埃佩尔奈区。

## 地理
尚皮永（49°5'5"N, 3°58'41"E）面积1.46 平方千米，位于法国大東部大區马恩省，该省份为法国东北部内陆省份，北起阿登省，西北接埃纳省，西南接塞纳-马恩省，南至奥布省，东南接上马恩省，东临默兹省。
与尚皮永接壤的市镇（或旧市镇、城区）包括：阿伊香槟、迪济、奥特维莱尔、圣伊莫热。

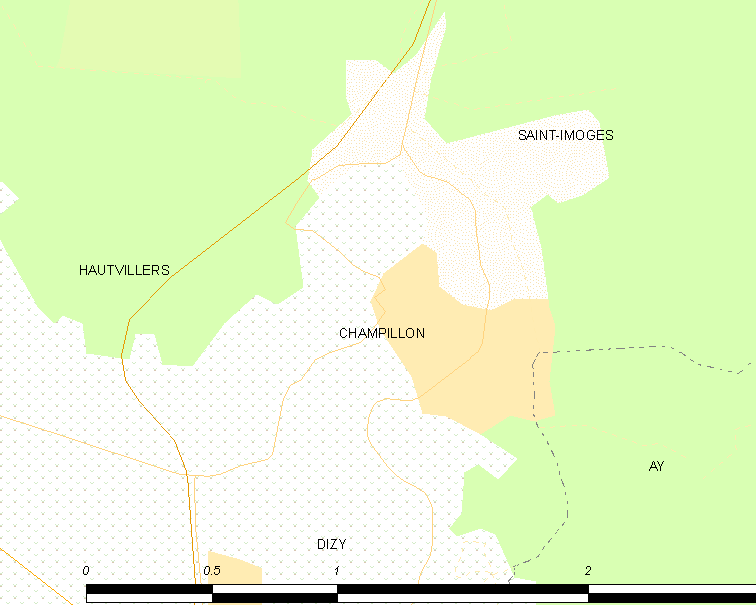
尚皮永的OSM定位图

尚皮永的时区为UTC+01:00、UTC+02:00（夏令时）。

## 行政
尚皮永的邮政编码为51160，INSEE市镇编码为51119。

## 政治
尚皮永所属的省级选区为埃佩尔奈第一县。

## 人口

1962-2008年间尚皮永人口变化图示

尚皮永于2022年1月1日时的人口数量为511人。